# Rogaland Grand Prix
Il Rogaland Grand Prix (it. Gran Premio di Rogaland) è stata una corsa in linea maschile di ciclismo su strada che si disputava annualmente in maggio tra i comuni di Sandnes e Stavanger, nella contea di Rogaland, Norvegia.

## Storia
Dal 2008 è stato inserito nel calendario dell'UCI Europe Tour, come evento di classe 1.2.
Nel 2013 è stato sostituito dal Tour des Fjords gara a tappe organizzata sempre dalla Rogaland Cyklekrets e sulle medesime strade.

## Albo d'oro
Aggiornato all'edizione 2012.
| Anno | Vincitore        | Secondo            | Terzo             |
| ---- | ---------------- | ------------------ | ----------------- |
| 2008 | Michael Tronborg | Alexander Kristoff | Alex Rasmussen    |
| 2009 | Håvard Nybø      | Rikke Dijkhoorn    | Svein Erik Vold   |
| 2010 | Vitalij Popkov   | Nikola Aistrup     | Michael Hepburn   |
| 2011 | Frederik Wilmann | Magnus Børresen    | Daniel Holm Foder |
| 2012 | Antonio Piedra   | Sep Vanmarcke      | Simon Clarke      |